# Drino terrosa
Drino terrosa là một loài ruồi trong họ Tachinidae.